# Inger Nilsson
Karin Inger Monica Nilsson (* 4. květen 1959, Kisa, Švédsko) je švédská herečka a zpěvačka.

## Kariéra herečky
Již v 10 letech získala první a hned svou nejslavnější roli v seriálovém zpracování klasické knížky pro děti Pippi dlouhá punčocha od Astrid Lindgren, které se pak dočkalo i několika filmových zpracování, ve kterých si hlavní roli opět zahrála Inger Nilsson.
Další větší role už nepřišly. Objevila se v několika televizních filmech a vystupovala v divadlech.

## Kariéra zpěvačky
O Pippi dlouhé punčoše nazpívala několik písní a v roce 1978 také nahrála několik diskotékových skladeb, které se však s úspěchem nesetkaly.
Když nehrála v divadle či ve filmu, tak pracovala jako sekretářka.

## Ocenění
Za svou roli Pippi dlouhé pounčochy získala ve Španělsku v roce 1975 ocenění TP de Oro.

## Filmografie

### Filmy
- 1969 – Pippi Dlouhá Punčocha, Pippi se připravuje na Vánoce
- 1970 – Pippi v zemi Taka Tuka, Pippi na útěku
- 1991 – Kajsa Kavat
- 2000 – Gripsholm
- 2007 – Numerologen

### Televizní filmy
- 1994 – Panik Pa Kliniken

### Televizní seriály
- 1969 – Pippi Dlouhá Punčocha
- 1995 – Qué Pasó Con
- 2006 – AK3
- 2006–2012 – Der Kommissar und das Meer